# Olivier Jourdan de La Passardière
Pour les articles homonymes, voir Jourdan, Passardière et Famille Jourdan de la Passardière.
Olivier Jourdan de la Passardière, né à Granville le 11 mars 1783, et mort à Cherbourg le 20 décembre 1862, est un officier de la Marine sous le Premier Empire et la Restauration. Il participe à la bataille de Trafalgar, puis en 1815, est le dernier officier français de la Marine à  accompagner Napoléon Bonaparte, encore libre, à bord du  navire anglais, le Bellerophon, où l’empereur commença sa captivité.

## Biographie

La bataille de Trafalgar : positions des deux flottes à 12 heures. Le Formidable est un des navires les plus au nord

Il est né en 1783 dans une famille d'origine normande de marins de Granville : la Famille Jourdan de la Passardière. Il s’engage comme mousse dans l’ex-Royale à l’âge de 12 ans en 1795. Il devient aspirant en 1799, puis enseigne de vaisseau à bord du Formidable.
Le 22 juillet 1805, il participe à ce titre à la Bataille du cap Finisterre au large de la Galice. Le 21 octobre 1805, il est toujours officier sur le Formidable lors de la bataille de Trafalgar. Le navire  qui a, à son bord, le vice-amiral Dumanoir Le Pelley (né à Granville comme lui) est à l’avant-garde  de la flotte franco-espagnole. L’escadre  ennemie, commandée par  l’amiral Nelson  attaque des navires  derrière eux, au centre et à l’arrière de la colonne franco-espagnole.  Le Formidable ne participe à l’affondrement que dans un deuxième temps et échappe à la destruction. Mais il est finalement intercepté par les Anglais le 3 novembre 1805, à l'entrée du golfe de Gascogne, lors de la bataille du cap Ortegal. Olivier Jourdan de La Passardière  est fait prisonnier. Quatre ans plus tard, il réussit à s’évader.
Réintégré dans la Marine, Olivier Jourdan de la Passardière participe aux campagnes de Java et des côtes d’Espagne. Il commande  successivement La Postillonne, La Proserpine puis L'Epervier.

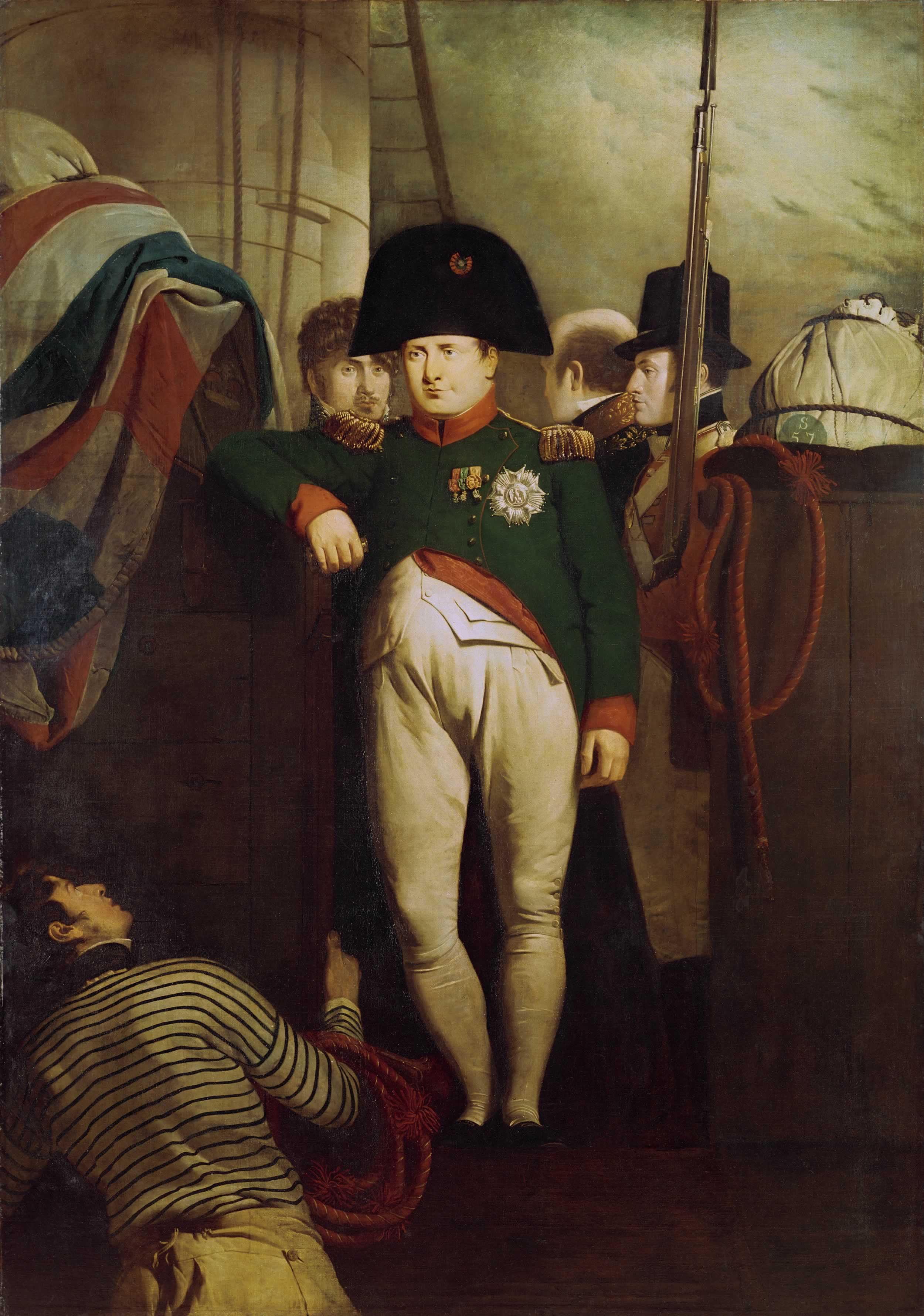
Napoléon sur le Bellerophon

Le 3 juillet 1815, quand Napoléon arrive à Rochefort, avec l’intention de quitter la France, une quinzaine de  bâtiments anglais croisent en face de la rade, sous les ordres de l'amiral Hotham. Côté français, on ne compte que quatre vaisseaux dont le brick L'Epervier sous les ordres d’Olivier Jourdan de la Passardière. Le 10 juillet, renonçant à passer en force, Napoléon envoie deux émissaires sur un des navires ennemis, le Bellerophon, persuadé d’y trouver l'amiral Hotham. Ils y rencontrent en fait le commandant Maitland, et discutent de la possibilité de laisser passer Napoléon pour qu’il puisse se rendre aux États-Unis. Mais le commandant Maitland n'ouvre comme possibilité que de lui donner l'hospitalité à bord de son navire afin de le transporter avec sa suite en Angleterre. Les jours suivants sont consacrés à des discussions et des négociations. N’ayant plus le choix, et ne voulant pas laisser davantage de temps au nouveau pouvoir qui s'installe à Paris, Napoléon décide le 13 juillet de se rendre aux Britanniques,.
Le 14 juillet, Maitland reçoit une lettre l'informant que Napoléon va rejoindre le Bellerophon le lendemain matin. Napoléon embarque à l'aube du 15 juillet à bord du brick L'Épervier, reçu avec émotion par l’équipage, et le navire se dirige à sa demande vers le Bellerophon. Pendant la manœuvre, Olivier Jourdan de la Passardière est questionné par l’empereur sur ses quatre ans de captivité en Angleterre. Napoléon et sa suite sont finalement pris en charge par les Anglais. Olivier Jourdan de La Passardière monte également à bord du Bellerophon pour prendre les derniers ordres de l’empereur et suivre le déchargement des bagages. Les bagages mis à bord, Olivier Jourdan de la Passardière se rend, pour prendre congé, auprès de l'empereur. Napoléon l'accueille cordialement et le retient à déjeuner. Il repart ensuite reprendre le commandement de L’Epervier et rejoindre le mouillage de l’île d’Aix Son rapport est un des rares témoignages français sur ce début de captivité de Napoléon, et l’état d’esprit de l’empereur et de ses proches,,.
À la suite de ces événements, il est mis en disponibilité . Olivier Jourdan de La Passardière s’installe en Bretagne. Il s’y marie avec Marie Florentine Laborde. Il reprend du service en 1817. Mais sa nomination comme capitaine de frégate n’est effective qu’en 1827. En 1830, il commande le Superbe pendant l’expédition et la prise d'Alger.
Ayant pris sa retraite, il s’installe à Cherbourg et y meurt en 1862,.